# Gmassa
Gmassa  (in arabo كماسة‎?) è un centro abitato e comune rurale del Marocco situato nella provincia di Chichaoua, regione di Marrakech-Safi. Conta una popolazione di 9 388 abitanti (censimento 2014).